# Sinagoga Slat Abn Shaif
La Sinagoga Slat Abn Shaif (en hebreu: בית הכנסת צלאת בן שאיף) es trobava a Zliten, Líbia, es tractava d'una sinagoga històrica de ritu sefardita i era un antic lloc de peregrinació pels jueus libis. Va ser construïda prop de l'any 1060. La sinagoga es va mantenir intacta fins a 1980, quan va ser demolida pel govern del coronel Muammar Gaddafi i fou reemplaçada per un complex d'apartaments.